# San Gregorio di Catania
San Gregorio di Catania – miejscowość i gmina we Włoszech, w regionie Sycylia, w prowincji Katania.
Według danych na rok 2004 gminę zamieszkiwało 10 331 osób, 2066,2 os./km².